# Życie (singel Kuby Badacha)
Życie – piosenka i pierwszy singel z płyty Oldschool polskiego wokalisty Kuby Badacha. Piosenka otwiera płytę długogrającą. Singel został wydany 26 sierpnia 2017 przez Agorę S.A., a jego radiowa prapremiera odbyła się dzień wcześniej w Programie Trzecim Polskiego Radia. Singel nie posiada własnej okładka – jest ona taka sama jak albumu. Promocja singla w radiostacjach była wielokrotnie wznawiana (premiera – 4 września; 11 września, 18 września, 25 września, 9 października, 16 października i 23 października 2017).

## Notowania
| Kraj   | Notowanie (2017)                                             | Najwyższa pozycja na liście |
| ------ | ------------------------------------------------------------ | --------------------------- |
| Polska | Polskie Radio Program III (Lista przebojów Trójki)           | 32                          |
| Polska | Polskie Radio RDC (Parada Przebojów)                         | 1                           |
| Polska | Radio PiK (Top Jazz)                                         | 1                           |
| Polska | Radio Podlasie (Najlepsza 10-tka – Podlaska Lista Przebojów) | 4                           |

## Twórcy
- muzyka – Kuba Badach
- słowa – Janusz Onufrowicz
- śpiew – Kuba Badach
- fortepian – Jacek Piskorz
- perkusja – Robert Luty
- kontrabas – Michał Barański
- saksofon – Maciej Kociński
- trąbka – Piotr Schmidt
- gitara – Łukasz Belcyr
- organy hammonda – Marcin Górny
- aranżacja sekcji dętej – Jacek Piskorz, Kuba Badach
- współaranżacja utworu – Jacek Piskorz

## Parametry[9]
- tempo: 134 uderzenia na minutę
- tonacja: G#
- dominanta: majorowa
- taneczność: 72%